# Emil Dudziński

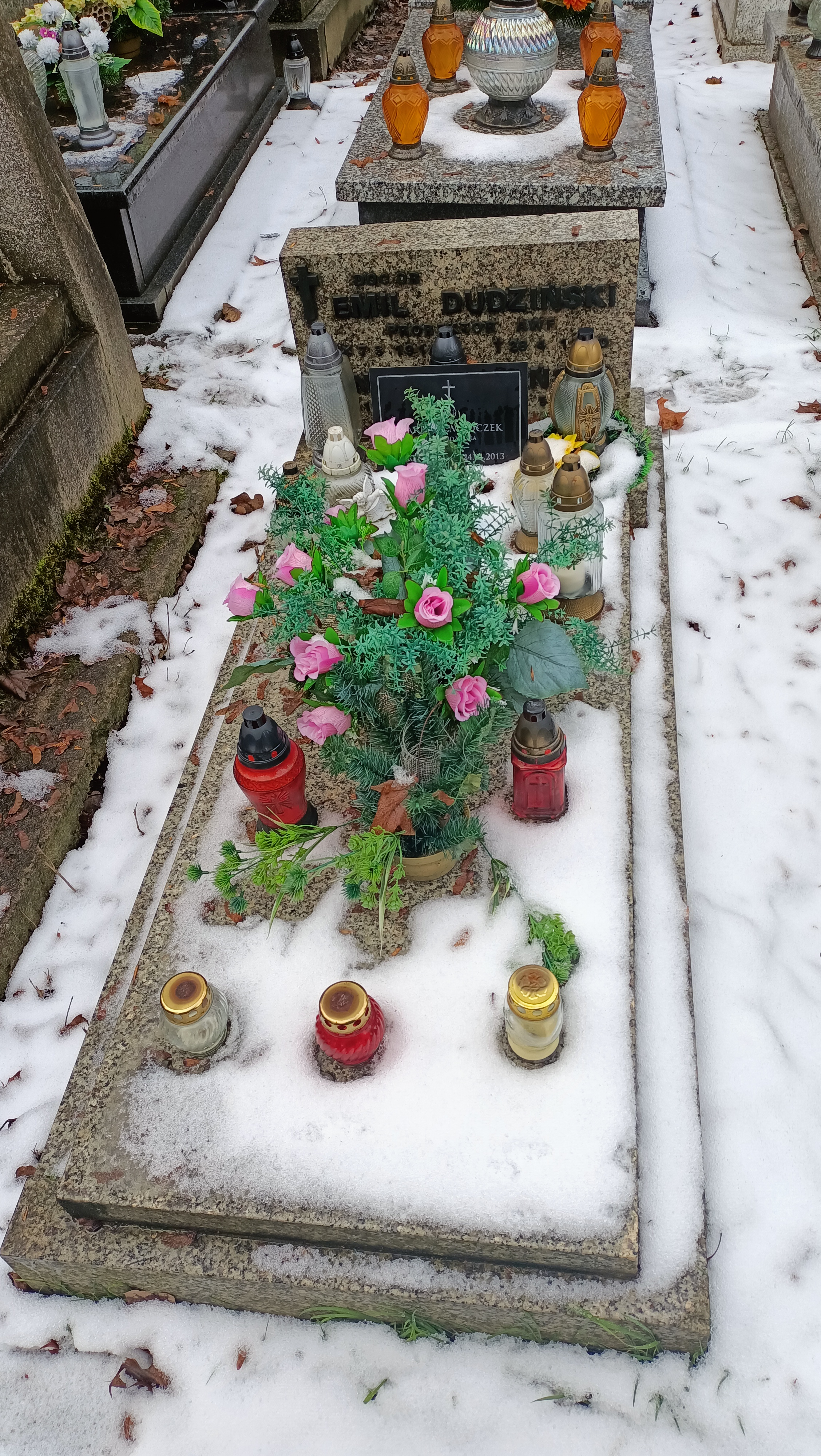
Grób Emila Dudzińskiego na Cmentarzu Rakowickim w Krakowie

Emil Dudziński, pierwotnie Dudek (ur. 7 marca 1914 w Krakowie, zm. 28 kwietnia 1980 tamże) – polski trener lekkoatletyki, pracownik Wyższej Szkoły Wychowania Fizycznego w Krakowie (od 1972 Akademii Wychowania Fizycznego w Krakowie).

## Życiorys
Był synem Józefa i Kunegundy, z d. Kapusta. Jego ojciec był mechanikiem kolejowym.
Od 1933 uprawiał lekką atletykę w barwach Cracovii.
W 1935 ukończył Gimnazjum Zakonu Pijarów im. Stanisława Konarskiego w Krakowie, następnie odbył roczną służbę wojskową w ramach Dywizyjnego Kursu Rezerwy przy 20 Pułku Piechoty Ziemi Krakowskiej. W latach 1936–1939 studiował w Studium Wychowania Fizycznego Uniwersytetu Jagiellońskiego.
W wojnie obronnej w 1939 walczył w szeregach 12 Pułku Piechoty, został ciężko ranny 13 września 1939 podczas walk pod Biłgorajem. Podczas okupacji niemieckiej pracował jako robotnik. Po II wojnie światowej zmienił nazwisko z "Dudek" na "Dudziński".
W latach 1945–1949 w dalszym ciągu był zawodnikiem Cracovii, uprawiał biegi płotkarskie i wieloboje. W 1945 został wicemistrzem Polski w sztafecie 4 x 400 metrów, w 1946 w sztafecie 4 x 100 metrów. W 1946 zajął także 5. miejsce w finale biegu na 400 metrów przez płotki. Startował także w biegach płaskich na wszystkich dystansach.
Od marca 1945 do jesieni 1948 był zatrudniony jako urzędnik w Centrali Gospodarczej Spółdzielni Ogrodniczych w Krakowie. 15 maja 1946 uzyskał na Uniwersytecie Jagiellońskim stopień magistra wychowania fizycznego. Prowadził wykłady zlecone w Studium Wychowania Fizycznego UJ, a we wrześniu 1948 został tam zatrudniony na stanowisku starszego asystenta. Od 1 września 1950 pracował w nowo powstałej Wyższej Szkole Wychowania Fizycznego w Krakowie na stanowisku adiunkta.
W WSWF i następnie AWF w Krakowie pracował kolejno jako zastępcy profesora (1955—1961), starszy wykładowca (1961—1975), docent kontraktowy (1975—1978), docent nominowany (od 1978). W latach 1954–1975 był kierownikiem Zakładu Lekkiej Atletyki, w latach 1967-1971 także kierownikiem Katedry Teorii i Metodyki Wychowania. W latach 1975–1978 był dyrektorem Instytutu Wychowania Fizycznego i Sportu. Ponadto był prodziekanem Wydziału Wychowania Fizycznego WSWF (1953—1961) i prorektorem AWF ds. rozwoju uczelni (1978—1980).
Pracę na wyższej uczelni łączył z pracą trenerską. W pierwszy latach powojennych pracował w Cracovii. Męską sztafetę tego klubu na dystansie 4 x 100 metrów doprowadził w 1950 do klubowego rekordu Polski (43,8) i mistrzostwa Polski w 1950. Przed igrzyskami olimpijskimi w Helsinkach (1952) powierzono mu przygotowania męskiej sztafety 4 x 100 metrów, wspierał także przygotowania sztafety żeńskiej, trenowanej przez Otylię Kałużę, jednak na same igrzyska nie pojechał. Od 1953 do 1956 odpowiadał za szkolenie biegów sprinterskich kobiet i mężczyzn w reprezentacji Polski, w latach 1956-1964 za szkolenie reprezentacji Polski kobiet (w ramach tzw. wunderteamu). Wprowadził w treningu bieg sztafetowy 4 x 50 metrów (przy zachowaniu pełnych stref zmian).
Od połowy 1958 trenował razem z Andrzejem Piotrowskim reprezentacyjną grupę sprinterek i płotkarek. Bezpośrednio w Krakowie prowadził grupę sprinterek i płotkarek (m.in. Barbara Sobotta (wcześniej Janiszewska), Maria Kusion-Bibro, Danuta Straszyńska, Halina Górecka, Mirosława Sałacińska, Elżbieta Szyroka), zaś w Warszawie drugą grupę trenował Andrzej Piotrowski. Jego zawodniczką była także skoczkini wzwyż Jarosława Jóźwiakowska. Jako trener reprezentacji doprowadził Barbarę Sobottę do tytułu mistrzyni Europy w 1958, sztafetę 4 x 100 metrów do brązowego medalu igrzysk olimpijskich w Rzymie (w składzie Teresa Ciepły, Halina Górecka, Barbara Janiszewska, Celina Jesionowska), mistrzostwa Europy w 1962 (w składzie Teresa Ciepły, Barbara Sobotta, Elżbieta Szyroka i Maria Piątkowska i brązowego medalu mistrzostw Europy w 1958 (w składzie Maria Chojnacka, Barbara Janiszewska, Celina Jesionowska i Maria Bibro). Sztafeta 4 x 100 metrów poprawiła w czasie zwycięskiego biegu w 1962 rekord Europy (44,5 - 16.09.1962). Ponadto Teresa Ciepły zdobyła brązowy medal na 100 metrów, a Barbara Sobotta brązowy medal na 200 metrów podczas mistrzostw Europy w 1962. Bezpośrednio przed igrzyskami olimpijskimi w Tokio (1964) na stanowisku trenera reprezentacji kobiecej zastąpił go Andrzej Piotrowski. Oficjalną przyczyną był fakt, że wśród sprinterek zakwalifikowanych do startu olimpijskiego większość należała do grupy A. Piotrowskiego.
W latach 1953–1980 był także trenerem w sekcji lekkoatletycznej AZS Kraków, w latach 1976-1979 również wiceprezesem AZS w Krakowie ds. sportowych
Był odznaczony Krzyżem Kawalerskim Orderu Odrodzenia Polski (1960), Medalem Komisji Edukacji Narodowej (1975), Medalem 30-lecia Polski Ludowej, Odznaką tytułu honorowego „Zasłużony Nauczyciel Polskiej Rzeczypospolitej Ludowej” (1977), Odznaką „Zasłużony Działacz Kultury Fizycznej” (1969).
Z małżeństwa z poślubioną w 1944 Janina Bisanz miał córkę Barbarę (ur. 1949).
Jest pochowany na cmentarzu Rakowickim.